# Kim Jong-ha
Kim Jong-ha (hangul 김영하; * 11. listopadu 1968, Kangwon) je jihokorejský spisovatel.

## Život a dílo
Kim Jong-ha se narodil v jihokorejské provincii Kangwon. Z důvodu otravy oxidem uhličitým utrpěl ztrátu paměti a nepamatuje si svých prvních deset let života. Na univerzitě studoval ekonomiku podniku. Během univerzitních studií se avšak věnoval více tradiční korejské hudbě nežli svému oboru; aktivně se také angažoval v tehdejším studentském hnutí.
Jeho literární prvotinou je román Mám právo se zničit, o němž se posléze s obavami domníval, že by mohl mít na společnost stejně negativní vliv jako Goethův román Utrpení mladého Werthera.

## Publikační činnost

### České překlady zkorejštiny
- Říše světla. 1. vyd. Praha: Argo, 2013. 341 S. Překlad: Tomáš Horák, doslov: Miriam Löwensteinová
- Mám právo se zničit. 1. vyd. Praha: Argo, 2013. 97 S. Překlad: Tomáš Horák

### Antologie
- Loď pokladů: antologie moderní korejské povídky. 1. vyd. V Praze: Nová vlna, 2012. 184 S. Překlad povídky "Loď pokladů": Tomáš Horák